# Gustav Heinrich Schneider
Gustav Heinrich Schneider (* 21. Januar 1859 in Stettin; † 7. Januar 1909 in Berlin) war ein deutscher Schriftsteller, Studentenhistoriker und Burschenschaftsfunktionär.

## Leben und Wirken
Während seines Geschichts-Studiums in Jena wurde Schneider 1880 Mitglied der Burschenschaft Germania Jena. Er war 1881 maßgeblich an der Gründung des Allgemeinen Deputierten-Convents (ADC) beteiligt. 
1883 wurde er Redakteur des Deutschen Reichs- und preußischen Staatsanzeigers. 1887 gründete Schneider die Zeitschrift für den deutschen Burschenschafter, deren Schriftleiter er bis 1898 war. Er war auch an der Entstehung des burschenschaftlichen Archivs beteiligt. 1897 wurde er in Heidelberg promoviert. 1902 wurde er mit seinem Stück Der Ritt zur Elgersburg Sieger beim Sängerkrieg auf der Feste Elgersburg. Er starb 1909 an einem Herzinfarkt.

## Veröffentlichungen (Auswahl)
- Jenenser Leben. Gedichte. Jena 1883.
- Auszug nach Kahla. Eine Studentengeschichte aus vergangenen Tagen. Jena 1886.
- Episches Bilderbuch. Jena 1886
- Der Press- oder Vaterlandsverein 1832/33. Ein Beitrag zur Geschichte des Frankfurter Attentats. Dissertation Universität Heidelberg 1897.
- Die Burschenschaft Germania zu Jena. Jena 1897.